# 朐衍国
朐衍国，古国名，由朐衍之戎建立的國家。是由先秦華夏人群分裂出來的先秦西戎部落一支，春秋时西戎八国之一，在今宁夏回族自治区吴忠市盐池县一带。后为秦国所灭。 
春秋时西戎建朐衍国，活动于今陕西、宁夏、内蒙古交界一带，为西戎八国之一。秦穆公得到由余，义渠、大荔、乌氏、朐衍等西戎八国臣服于秦国。秦惠文王更元五年（前320年），秦惠文王游北河（河套西南）至其地时，朐衍族献五足牛于秦王。后西迁。有学者认为战国时的居繇，西汉时居延、车延，为其后裔。西汉以该部所在地置朐衍县（在今宁夏东部），属北地郡。